# BNP Paribas Poland Open 2021
Il WTA Poland Open 2021 (noto anche come BNP Paribas Poland Open per scopi di sponsorizzazione) è stato un torneo di tennis femminile che si è giocato su campi in terra rossa all'aperto. È stata la prima edizione del WTA Poland Open, facente della categoria WTA 250 del WTA Tour 2021. Si è tenut0 presso l'Arka Tennis Club di Gdynia, in Polonia, dal 19 al 25 luglio 2021.

## Partecipanti

### Teste di serie
| Nazionalità | Giocatrice           | Ranking* | Testa di serie |
| ----------- | -------------------- | -------- | -------------- |
| Kazakistan  | Julija Putinceva     | 42       | 1              |
| Slovenia    | Tamara Zidanšek      | 50       | 2              |
| Romania     | Irina-Camelia Begu   | 71       | 3              |
| Rep. Ceca   | Tereza Martincová    | 78       | 4              |
| Russia      | Anna Blinkova        | 82       | 5              |
| Bielorussia | Aljaksandra Sasnovič | 86       | 6              |
| Russia      | Varvara Gračëva      | 89       | 7              |
| Ucraina     | Anhelina Kalinina    | 95       | 8              |

* Ranking al 12 luglio 2021.

### Altre partecipanti
Le seguenti giocatrici hanno ricevuto una wild card:
- Weronika Baszak
- Valeriia Olianovskaia
- Urszula Radwańska
- Katie Volynets

Le seguenti giocatrici entrano nel tabellone principale come special exempt:
- Maryna Zanevs'ka

Le seguenti giocatrici sono passate dalle qualificazioni:

- Anna Bondár
- Kateryna Bondarenko
- Federica Di Sarra
- Ekaterine Gorgodze

### Ritiri
Prima del torneo
- Harriet Dart → sostituita da  Kristína Kučová
- Polona Hercog → sostituita da  Kateryna Kozlova
- Anna-Lena Friedsam → sostituita da  Viktória Kužmová
- Anna Kalinskaja → sostituita da  Varvara Lepchenko
- Nina Stojanović → sostituita da  Nuria Párrizas Díaz

## Partecipanti al doppio

### Teste di serie
| Nazione    | Giocatrice          | Nazione     | Giocatrice          | Rank1 | Teste di serie |
| ---------- | ------------------- | ----------- | ------------------- | ----- | -------------- |
| Giappone   | Miyu Katō           | Rep. Ceca   | Renata Voráčová     | 152   | 1              |
| Georgia    | Ekaterine Gorgodze  | Georgia     | Oksana Kalashnikova | 189   | 2              |
| Kazakistan | Anna Danilina       | Bielorussia | Lidzija Marozava    | 244   | 3              |
| Ucraina    | Kateryna Bondarenko | Polonia     | Katarzyna Piter     | 254   | 4              |

* Ranking al 12 luglio 2021.

### Altre partecipanti
Le seguenti coppie di giocatrici hanno ricevuto una wild card per il tabellone principale:
- Weronika Falkowska /  Paula Kania

### Ritiri
Prima del torneo
- Irina Maria Bara /  Mihaela Buzărnescu → sostituite da  Alena Fomina /  Tereza Mrdeža
- Tereza Mihalíková /  Fanny Stollár → sostituite da  Anna Hertel /  Martyna Kubka

## Punti e montepremi
| Torneo              | Torneo              | V      | F      | SF     | QF    | 2T    | 1T    | Q  | Q2    | Q1  |
| Singolare femminile | Punti               | 280    | 180    | 110    | 60    | 30    | 1     | 18 | 12    | 1   |
| Singolare femminile | Premi in denaro ($) | 43,000 | 21,400 | 11,500 | 6,175 | 3,400 | 2,100 | –  | 1,020 | 600 |
| Doppio femminile    | Punti               | 280    | 180    | 110    | 60    | -     | 1     | –  | –     | –   |
| Doppio femminile    | Premi in denaro ($) | 12,300 | 6,400  | 3,435  | 1,820 | -     | 960   | –  | –     | –   |

## Campionesse

### Singolare
Maryna Zanevs'ka ha sconfitto  Kristína Kučová con il punteggio di 6-4, 7-6(4).

### Doppio
Anna Danilina /  Lidzija Marozava hanno sconfitto  Kateryna Bondarenko /  Katarzyna Piter con il punteggio di 6-3, 6-2.